# Evangelický sbor německého jazyka při Českobratrské církvi evangelické
Farní sbor Českobratrské církve evangelické, seniorátu pražského. Sbor byl zřízen ČCE pro německé či německy mluvící evangelíky žijící trvale v Čechách, nebo kteří zde alespoň dočasně pracují, roku 1994. Na sboru působí od září roku 2023 farářka Kristýna Malíšková Pilecká. Laickým představitelem sboru je kurátorka Tanja Kaminski.
Sbor koná bohoslužby v kostele u sv. Martina ve zdi každou neděli v 10:30 (Praha - Staré Město). Farní úřad se nachází na adrese Na Doubkové 8 - Smíchov. Podle portálu Evangnet Archivováno 7. 12. 2008 na Wayback Machine. vykazuje v roce 2015 celkem 145 členů.

## Historie
Sbor byl založen teprve roku 1994, jeho historie není tudíž bohatá. Jeho působnost není vymezena územně, v rámci ČCE se tedy jedná o ne zcela standardní sbor (podobně se působnost Ochranovského seniorátu překrývá s působností jiných seniorátů a sborů). Podřizuje se řádům a stanovám této církve, stejně tak i její konfesi.
Jeho počátky sahají až do roku 1990, kdy nastoupil do služeb ČCE německý farář Christof Lange z Německé evangelické církve a. v. jako tajemník pro ekuménu při Synodní radě. Společně se slovenským farářem Andrejem Hlibokým ze Slovenské evangelické církve a. v. začali pro luterány z obou jazykových skupin konat služby Boží v jejich rodných jazycích v kostele sv. Michala v Jirchářích. Rozpad ČSFR zasáhl i do jejich aktivit. Německá část se musela osamostatnit a připojit těsněji k ČCE. V roce 1998 vykazoval sbor 30 členů, převážně zaměstnanců zahraničních firem. O deset let později narostl počet členů již na 135.
Prvním kurátorkou sboru byla novinářka Minne Bley, potom převzal úřad Tomáš Kuták.
Pod záštitou německého sboru se začaly roku 1995 konat i služby Boží v lotyšském jazyce pod vedením lotyšského diakona augsburského vyznání Pavilse Bruverse.